# Secamone pachyphylla
Secamone pachyphylla är en oleanderväxtart som beskrevs av Jumelle och Perrier. Secamone pachyphylla ingår i släktet Secamone och familjen oleanderväxter. Inga underarter finns listade i Catalogue of Life.